# Ahaggaria acutangula
Ahaggaria acutangula is een keversoort uit de familie ruighaarkevers (Dryopidae). De wetenschappelijke naam van de soort werd in 1938 gepubliceerd door Bollow.